# Ricaud (Hautes-Pyrénées)
Ricaud település Franciaországban, Hautes-Pyrénées megyében. Lakosainak száma 65 fő (2022. január 1.). Ricaud Ozon, Chelle-Spou, Gourgue, Lanespède, Mauvezin és Péré községekkel határos.

## Népesség
A település népessége az elmúlt években az alábbi módon változott:
| Lakosok száma | 67   | 65   | 66   | 66   | 67   | 66   | 66   | 65   |
|               | 2013 | 2015 | 2017 | 2018 | 2019 | 2020 | 2021 | 2022 |